# William Labov
William Labov   (Rutherford, 4 de desembre de 1927 - Filadèlfia, 17 de desembre de 2024) va ser un lingüista estatunidenc del departament de Lingüística de la Universitat de Pennsilvània. Se'l considera el fundador de la sociolingüística quantitativa i el seu treball es va centrar en la sociolingüística i la dialectologia.

## Biografia
Nascut a Rutherford, va estudiar a la Universitat Harvard (el 1948) i després treballà com a químic industrial (entre 1949 i 1961) abans de dedicar-se a la lingüística. Per a la seva tesi de MA va dur a terme un estudi de canvi dialectal a l'illa de Martha's Vineyard (a la costa de l'estat de Massachusetts), que va presentar a la Societat Lingüística d'Amèrica amb cert èxit. Posteriorment, Labov va realitzar el seu doctorat a la Universitat de Colúmbia el 1964 sota la direcció d'Uriel Weinreich. Va ensenyar a aquella universitat entre 1964 i 1970 abans d'ingressar com a professor de lingüística de la Universitat de Pennsilvània (1971), on esdevingué més tard el director del laboratori de lingüística de la universitat (1977). Els mètodes que va fer servir per a recollir dades del seu estudi de les varietats de l'anglès parlades a Nova York, publicat com a The Social Stratification of English in New York City (1966), han tingut una influència fonamental per a la dialectologia social.
Labov fou la figura dominant de la sociolingüística des de la dècada dels seixanta del segle xx, quan els resultats de la seva tesi sobre la motivació social en els canvis fonètics a l'illa de Martha’s Vineyard i la seva tesi sobre l'estratificació sociolingüística a la ciutat de Nova York van ser publicades. La seva obra va ser notable no només pel descobriment de la petita variació i estratificació en un entorn urbà complex sinó també pels seus mètodes de camp i les seves tècniques de presa de mostres. A Labov generalment se li atribueix el desenvolupament empíric rigorós i l'enfocament reproduïble a l'estudi del llenguatge i com s'utilitza aquest en l'actualitat. A la vegada revitalitzà els camps de la història lingüística i de la dialectologia mostrant les connexions entre la variació lingüística i els grups socials. Posteriorment, s'interessà per la cadena de canvis que hi ha en l'anglès urbà als dialectes de tot el món i continuà per unir i influenciar aquests dos camps profundament. La lingüística laboviana, per tant, es refereix a un enfocament de la llengua que posa en relleu la variació i el canvi en un context social i lingüístic.
A finals dels anys 60 i a principis dels 70 del segle xx, els seus estudis sobre les característiques lingüístiques de l'anglès afroamericà van suposar un canvi radical de les mentalitats: Labov va argumentar que aquesta varietat no hauria de ser estigmatitzada sinó que s'hauria de considerar com una varietat amb les seves regles gramaticals pròpies, encara que els seus locutors puguin usar sovint un anglès americà estàndard quan comuniquen en altres àmbits.
El 5 de juny de 2012 fou investit doctor honoris causa per la Universitat Pompeu Fabra de Barcelona. Els seus treballs inclouen Language in the Inner City: Studies in Black English Vernacular (1972), Sociolinguistic Patterns (1972), Principles of Linguistic Change (vol. I Factors Interns, 1994; vol.II Factors socials, 2001), i, amb Sharon Ash i Charles Boberg, The Atlas of North American English (2006).

## Obra
Per a William Labov la sociolingüística de la variació era l'única lingüística possible. Estudià els fenòmens lingüístics en el seu context social. Les principals aportacions de la seva obra són: haver demostrat que és possible escriure les regles socials i lingüístiques que descriuen l'ús d'una llengua, és a dir tal com l'utilitzen els seus parlants en la vida quotidiana i descriu els mecanismes que expliquen aquest canvi lingüístic.
Labov va utilitzar uns mètodes per recopilar dades en el seu estudi sobre les varietats de l'anglès que es parlen a la ciutat de Nova York, han tingut una gran influència en la dialectologia social. A finals dels anys seixanta i principis dels setanta del segle XX va fer estudis sobre les característiques lingüístiques del vernacle afroamericà anglès que també van ser molt influents, ja que va argumentar que el vernacle afroamericà no ha de ser estigmatitzat com a deficient i ha de ser respectat com una varietat de l'anglès amb les seves pròpies regles gramaticals. També va dur a terme una investigació sobre la intermediació referencial, que destaca pels seus estudis seminals de la forma que la gent ordinària estructura les històries narratives en la seva vida quotidiana.
Més tard estudià els canvis a la fonologia de l'anglès en la seva forma nord-americana actual, va estudiar els orígens i els patrons de canvis de la cadena de vocals, és a dir un so en substitució d'un segon, la substitució d'un tercer... en una cadena completa). A l'Atles de l'anglès d'Amèrica del Nord de 2006, va trobar tres grans canvis divergents en cadena que tenen lloc avui dia: El canvi del Sud, als Apalatxes i les regions costaneres del sud, un canvi de vocal a les ciutats del nord que afecta una regió de Madison, Wisconsin, a l'est de Utica, Nova York, i un canvi que afecta la major part del Canadà i algunes zones de la regió central i oest (Midland) Estats Units, a més de diversos canvis de menor importància en la cadena de les regions més petites.
Els treballs de Labov inclouen The Study of Nonstandard English (1969), Language in the Inner City: Studies in Black English Vernacular (1972), Sociolinguistic Patterns (1972), Principles of Linguistic Change (vol.I Internal Factors, 1994; vol.II Social Factors, 2001, vol.III Cognitive and Cultural factors, 2010), i, junt amb Sharon Ash i Charles Boberg The Atlas of North American English (2006).

### La paradoxa saussureana
«Saussure indica que la llengua és un fet social, un coneixement que posseeix gairebé la totalitat dels membres d'una comunitat lingüística. Segons això, la llengua pot ser detectada preguntant a un o dos dels parlants d'un llenguatge, o fins i tot a un mateix. Per contra, la parla indica les diferències individuals entre els parlants que poden ser examinades només en el terreny pràctic, mitjançant una mena d'enquesta sociològica. Així doncs l'aspecte social del llenguatge es pot estudiar en la intimitat del propi despatx, mentre que l'aspecte individual requeria una investigació social en el nucli de la comunitat lingüística».
Labov evidencià aquesta contradicció i proposà una solució estudiant el llenguatge tal com l'utilitzen els parlants en la comunicació quotidiana. Demostrà que el comportament lingüístic no és aleatori i que la llengua no és estàtica ni homogènia, sinó que està estructurada i condicionada socialment i, per tant, es pot estudiar i explicar. També contribuí a concebre la llengua com un sistema ordenadament homogeni i dinàmic, així supera la paradoxa saussureana i obliga a fer una lingüística eminentment social.
Amb Labov i la sociolingüística de la variació es passa a fer un enfocament pancrònic en què es tenen en compte els aspectes diacrònics i sincrònics, amb Saussure s'havien deixat de banda els aspectes diacrònics. La sociolingüística variacionista neix per donar resposta a un conjunt de buits i oblits que la lingüística havia deixat de banda perquè no entraven en el seu camp d'estudi.

### La variació lliure
La variació lliure és la possibilitat de canviar qualsevol unitat lingüística, so o paraula, sempre que no hi hagi un canvi de significat. Per a Labov l'objecte d'estudi de la sociolingüística és la variabilitat inherent en el llenguatge, abans la lingüística no estudiava la variabilitat. Explicar aquesta variació comporta un canvi profund en la concepció de l'objecte d'estudi de la lingüística. Una variable lingüística és una unitat estructural que es representa en diferents variants i es considera equivalent des del punt de vista semàntic però diferent des del punt de vista social i estilístic. La variable sociolingüística pot tenir diferents formes i es pot mesurar. Una variable sociolingüística és quantitativa i estadística, es calcula el nombre de casos en què succeeix.
Per a Labov la comunitat de parla és el conjunt de parlants d'una comunitat que encara que no utilitzin les mateixes variants o formes lingüístiques comparteixen unes mateixes normes. Aquesta comunitat és clau perquè implica un conjunt de parlants que comparteixen el mateix repertori però no l'utilitzen amb la mateixa 	freqüència.
La variació lingüística entre els parlants d'una mateixa llengua i la variació que fa cada parlant de forma individual és l'objecte d'estudi de la sociolingüística de la variació. Analitza la variació i aquesta és deu a factors lingüístics, socials, estilístics o contextuals.

### Causes de variació en la parla

#### Martha’s Vineyard
Labov va realitzar entrevistes sociolingüístiques en aquesta illa en comprovar que els residents realitzaven de forma més centralitzada els diftongs (ay) i (aw) que els estiuejants. L'illa és força petita i va permetre Labov dividir la comunitat en dos eixos lingüístics, la gent del món rural pronunciava de forma més freqüentment les formes centralitzades que la gent que vivia en grans poblacions. Va veure que l'edat, la professió i el lloc de residència tenien una relació directa amb la forma com es pronunciaven els diftongs i va proposar que la centralització era una manera subtil que tenien els parlants de mostrar que ells eren diferents de la resta d'habitants de l'illa, que ells se l'estimaven i per això conservaven un tret lingüístic que sempre l'havia singularitzada. Amb això va demostrar que la variació lingüística no era completament lliure.

#### Nova York
Labov va voler demostrar l'estratificació social de la ciutat de Nova York amb la pèrdua de la (-r) en posició postvocàlica en determinats parlars. Per això va haver de prendre mostres quantitatives de les principals classes socials de la ciutat, va utilitzar dues tècniques: l'entrevista sociolingüística i l'enquesta anònima. Labov va comprovar que a mesura que augmenta el grau d'atenció a la parla augmenta el grau de formalitat. Els parlants novaiorquesos pronunciaven molt menys la (-r) postvocàlica en la conversa lliure que quan llegien un text o llegien una paraula aïllada.
Amb aquests dos estudis Labov demostra que la variació no és lliure i que es poden estudiar els canvis de la parla natural i causal de les persones. Si amb l'estudi de Martha’s Vineyard mostrava com la pronúncia d'un diftong podia diferenciar els residents que s'estimaven l'illa de la resta d'habitants i visitants; amb l'estudi de Nova York fa palès que els individus parlen diferent segons si es fixen en allò que estan dient i que aquestes diferències són sistemàtiques en tots els parlants.

### La classe social
L'estratificació social comporta jerarquia i desigualtat de poder i d'estatus. Quan les desigualtats socials són grans i la diferència de classes és molt marcada es veu una estratificació sociolingüística abrupta, en canvi, quan les diferències socials són més laxes hi ha unes variants de parla amb menys diferència en l'estratificació.
Labov veu que des de les classes socials es poden produir dos tipus de canvi lingüístic:
- Hi ha canvis en la parla produïts des de dalt quan la variable que entra en joc té un prestigi reconegut per la comunitat, els parlants la veuen com a més correcta, presenta estratificació estilística i el factor que desencadena el canvi és de tipus social.
- També hi ha canvis produïts des de baix i és quan els parlants no són conscients de la variable i, per tant, no provoca cap valoració, el canvi està motivat per factors lingüístics interns, la variable presenta estratificació estilística i els parlants tenen actituds negatives.

A banda d'aquests dos tipus de canvi també descriu la hipercorrecció. Aquesta és una conducta d'un grup de parlants que tracten d'imitar el comportament lingüístic dels sectors socials més alts i, en aquest intent, sobrepassen els nivells de producció de les formes considerades prestigioses i correctes.